# 꽃황새냉이
꽃황새냉이는 학명은 Cardamine amaraeformis Nakai로 배추과에 속하는 여러해살이풀이다.

## 분포
한국: 전국. 해외: 중국(동북부)

## 특징
높은 산 깊은 계곡 주변에 자라는 여러해살이풀이다. 땅속에 벋는 줄기가 있다. 줄기는 곧추서며 높이 15-50cm이다. 뿌리에서 나는 잎은 잎자루가 길고 잎몸은 깃꼴로 갈라진다. 줄기에서 나는 잎은 어긋나며, 피침형의 작은 잎 3-7장으로 갈라진다. 꽃은 4-6월에 피며, 줄기 끝에 총상꽃차례로 달리며 흰색이다. 꽃잎은 꽃받침잎보다 길다. 열매는 길이 3cm의 장각과로 위를 향한다. 어린순을 식용한다. 우리나라 전역에 자생한다. 중국에 분포한다.

## 형태
땅 속에 벋는 줄기가 있다. 줄기는 곧추서며 높이 15-50cm이다. 뿌리에서 나는 잎은 모여 나며 잎자루가 길고 잎몸은 깃꼴로 갈라진다. 줄기에서 나는 잎은 어긋나며 3-7장의 작은잎으로 갈라진다. 작은잎은 피침형이며 가장자리가 밋밋하거나 톱니가 조금 있다. 꽃은 줄기 끝에 총상꽃차례로 달리며 흰색이다. 꽃받침잎은 4장이며 끝이 둔하다. 꽃잎은 4장이며 길이 1cm쯤으로 꽃받침잎보다 길다. 수술은 4강 웅예이고 암술은 1개이다. 열매는 장각과, 위를 향하고 길이 3cm쯤이다